# Achtung! Experiment
Achtung! Experiment ist ein Sendungsformat im Rahmen des Schulfernsehens mit 52 Folgen, die im Vormittagsprogramm lief. In Deutschland wurde die Sendung am 8. Januar 2013 auf BR alpha erstmals ausgestrahlt. Die Erstausstrahlung lief dort bis März 2014. Ab Januar 2015 wurde sie wiederholt. Im Schweizer Radio und Fernsehen wurde sie vom 4. Februar 2013 bis Dezember 2014 gesendet. In der Fernsehsendung wurden physikalische Experimente vorgeführt und von Wissenschaftlern erklärt. 